# 時価
時価（じか）とは、
1. 経済用語としての市場価格のこと　→記事「市場価格」を参照
2. 飲食店などにおける価格表示の様式のひとつ。　－ 貴重な生鮮食品など、市場価格（仕入れ値）の変動により売値が定まらない商品に対して用いられる。最も典型的には、寿司屋のメニューにおける「時価」がある。実際の価格は店員に直接尋ねて知ることが出来る場合から、会計を終えてもなお単価が幾らであったのか判然としない場合まで様々である。

英語表現でも同様に、#1・#2 のいずれもが「Market Price （マーケット・プライス）」となる。